# Theodor Zahn
Pour les articles homonymes, voir Zahn.
 (mai 2024).
La mise en forme du texte ne suit pas les recommandations de Wikipédia : il faut le « wikifier ».
Les points d'amélioration suivants sont les cas les plus fréquents :
- Les titres sont pré-formatés par le logiciel. Ils ne sont ni en capitales, ni en gras.
- Le texte ne doit pas être écrit en capitales (les noms de famille non plus), ni en gras, ni en italique, ni en « petit »…
- Le gras n'est utilisé que pour surligner le titre de l'article dans l'introduction, une seule fois.
- L'italique est rarement utilisé : mots en langue étrangère, titres d'œuvres, noms de bateaux, etc.
- Les citations ne sont pas en italique mais en corps de texte normal. Elles sont entourées par des guillemets français : « et ».
- Les listes à puces sont à éviter, des paragraphes rédigés étant largement préférés. Les tableaux sont à réserver à la présentation de données structurées (résultats, etc.).
- Les appels de note de bas de page (petits chiffres en exposant, introduits par l'outil «  Source ») sont à placer entre la fin de phrase et le point final[comme ça].
- Les liens internes (vers d'autres articles de Wikipédia) sont à choisir avec parcimonie. Créez des liens vers des articles approfondissant le sujet. Les termes génériques sans rapport avec le sujet sont à éviter, ainsi que les répétitions de liens vers un même terme.
- Les liens externes sont à placer uniquement dans une section « Liens externes », à la fin de l'article. Ces liens sont à choisir avec parcimonie suivant les règles définies. Si un lien sert de source à l'article, son insertion dans le texte est à faire par les notes de bas de page.
- La présentation des références doit suivre les conventions bibliographiques. Il est recommandé d'utiliser les modèles {{Ouvrage}}, {{Chapitre}}, {{Article}}, {{Lien web}} et/ou {{Bibliographie}}. Le mode d'édition visuel peut mettre en forme automatiquement les références.
- Insérer une infobox (cadre d'informations à droite) n'est pas obligatoire pour parachever la mise en page.

Pour une aide détaillée, merci de consulter Aide:Wikification.
Si vous pensez que ces points ont été résolus, vous pouvez retirer ce bandeau et améliorer la mise en forme d'un autre article.
Franz Theodor Zahn, chevalier de Zahn de 1907 (né le 10 octobre 1838 à Moers ; † le 5 mars 1933 à Erlangen) était un théologien protestant allemand.
Pendant de nombreuses années, il a travaillé comme professeur de Nouveau Testament à l'Université d'Erlangen. En tant que scientifique du Nouveau Testament, Zahn a également mené des recherches intensives dans le domaine de la patristique. Son objectif principal était les origines et le développement du canon du Nouveau Testament.

## Biographie
Theodor Zahn est né à Moers en 1838, huitième des dix enfants de l'éducateur protestant Franz Ludwig Zahn (1798-1890) et de son épouse Anna née Schlatter (1800-1853). Il était le frère de Johannes Zahn et Franz Michael Zahn.
En 1836, son père fonda une école privée sur son domaine Fild près de Moers, où Theodor Zahn étudia également. Il passa son diplôme d'études secondaires à Cologne en 1854. Il a étudié la théologie protestante à Bâle, Erlangen et Berlin. À Erlangen, il devient membre de l'Erlanger Wingolf en 1856.
À partir de 1858, il enseigne dans diverses écoles et lycées. En 1868, après avoir obtenu son habilitation, il devient maître de conférences privé pour le Nouveau Testament à Göttingen et, trois ans plus tard, il est nommé professeur associé. En 1877, Zahn reçut un appel à l'Université de Kiel. Un an plus tard, il s'installe à Erlangen. En 1888, Zahn reçut une nomination à la fois à l'Université de Greifswald et à l'Université de Leipzig, choisit Leipzig et y enseigna jusqu'en 1892, avant de retourner à Erlangen et de reprendre la chaire d'introduction et d'exégèse du Nouveau Testament.
En 1913, il fut élu membre externe de l'Académie des sciences de Göttingen.

## Travail théologique
En tant qu'expert confirmé dans les domaines du Nouveau Testament et de la patristique, Zahn a été intensivement impliqué dans le débat alors en cours sur la question des origines des Évangiles. Son œuvre théologique se caractérise par des analyses philologiques détaillées et un strict conservatisme dans les questions théologiques. En ce sens, il était considéré comme le pendant de la recherche historico-critique et de ses représentants, mais il entretenait néanmoins des relations amicales avec Adolf Harnack, par exemple.
Theodor Zahn a largement préconisé une date assez précoce pour l'époque à laquelle les Évangiles ont été écrits. Contrairement à l’air du temps, il considérait l’Évangile de Jean comme une œuvre unifiée que l’apôtre Jean lui-même avait écrite. Selon Zahn, le canon du Nouveau Testament a été établi au milieu du deuxième siècle.
De 1894 à 1933, Zahn fut co-éditeur du Neue Kirchliche Zeitschrift et, à ce titre, fut également responsable de la publication de recherches sur l'histoire du canon du Nouveau Testament et de la littérature chrétienne primitive.